# Station Zwaag
Station Zwaag (afkorting Zw) is het spoorwegstation in het Westfriese Zwaag.
Het station is van het standaardtype van de HN, dateert uit 1887 en is gelegen aan de in datzelfde jaar geopende spoorlijn Hoorn – Medemblik van de voormalige Locaalspoorwegmaatschappij Hollands Noorderkwartier.
Het station werd geopend op 3 november 1887 en gesloten voor reizigersvervoer op 1 januari 1936. Van 29 mei 1940 tot 5 januari 1941 was het weer geopend voor reizigersvervoer. Het goederenvervoer bleef bestaan tot 1972. De eerste rit van de Museumstoomtram Hoorn - Medemblik vond plaats op 23 mei 1968. Sinds 1969 is er een regelmatige stoomtramdienst.
Het gebouw is in gebruik als woonhuis en bevindt zich aan de Dorpsstraat. Naast het station staat een loods waarin nog te restaureren materieel van de SHM is opgeslagen.